# Patrick Moraz
Patrick Philippe Moraz (Morges, 24 giugno 1948) è un musicista, tastierista e pianista svizzero di rock progressivo.
È noto tra l'altro per aver suonato con i gruppi Yes (1974-1976) e The Moody Blues (1979-1991), oltre che come solista.

## Biografia
Moraz studiò pianoforte classico al Conservatorio di Losanna e in seguito si interessò principalmente al jazz per poi passare al progressive. Iniziò la propria carriera di musicista come solista, alla metà degli anni sessanta. Già virtuoso della tastiera, si esibiva in apertura dei concerti di grandi artisti jazz in tutta Europa. Nel 1968 fondò con Jean Restori il gruppo Mainhorse che pubblicò l'album omonimo per l'etichetta Polydor. Nel 1973 tornò in Inghilterra e con Lee Jackson e Brian Davison, ex membri di The Nice, fondò i Refugee.
Nel 1974 fu chiamato dagli Yes a rimpiazzare Rick Wakeman e suonò nell'album Relayer. Moraz visse poi per un breve periodo in Brasile, dove fece parte della band Vímana, suonando al fianco di Ritchie e Lobao, in sostituzione di Lulu Santos.
Nel 1976 tutti i membri degli Yes realizzarono un album solista: quello di Moraz, intitolato I o The Story of I, si basava su una ricetta mescolante samba e ritmiche brasiliane, jazz e progressive rock. L'album ebbe un notevole successo e uno dei suoi brani, Cachaca, fu utilizzato come musica di sottofondo in una puntata della versione radiofonica della Guida galattica per gli autostoppisti; in seguito venne ripubblicato nella raccolta di materiale solista di Yes ed ex-Yes Affirmative: The Yes Solo Family Album. 
Dopo aver inciso il proprio secondo album solista, Out In The Sun, Moraz, che nel frattempo era uscito dagli Yes, entrò a far parte del gruppo The Moody Blues, suonando nel loro Octave tour del 1979, e poi nell'album del 1981 Long Distance Voyager (il primo album del gruppo a raggiungere la posizione #1 nelle classifiche). Moraz rimase nella formazione fino al 1991.
Sia durante la sua permanenza nei Moody Blues sia dopo, Moraz realizzò diversi altri progetti. Registrò con Chick Corea e con Bill Bruford, altro ex Yes, oltre a incidere numerosi album solisti, tutti ben accolti dalla critica.

## Vita privata
Moraz vive in Florida con la seconda moglie Phyllis. Dal precedente matrimonio sono nati i suoi due figli: un maschio, David, e una femmina, Rana.

## Discografia

### Con i Refugee
- 1974 - Refugee
- 2007 - Live in Concert Newcastle City Hall 1974

### Con gli Yes
- 1974 - Relayer
- 1980 - Yesshows

### Con i Vímana
- 1977 - On The Rocks
- 1978 - Vimana

### Con The Moody Blues
- 1981 - Long Distance Voyager
- 1983 - The Present
- 1986 - The Other Side of Life
- 1988 - Sur La Mer
- 1991 - Keys of the Kingdom

### Da solista
- 1976 - I (Patrick Moraz) (noto anche come The Story of I)
- 1977 - Out in the Sun
- 1978 - Patrick Moraz III
- 1979 - Future Memories Live On TV
- 1980 - Coexistence
- 1984 - Timecode
- 1984 - Future Memories II
- 1985 - Future Memories I & II
- 1987 - Human Interface
- 1989 - Libertate
- 1994 - Windows Of Time
- 1995 - PM in Princeton
- 2000 - Resonance
- 2003 - ESP
- 2009 - Change of Space